# Kyōtamba
Kyōtamba (京丹波町, Kyōtanba-chō) est un bourg du district de Funai, dans la préfecture de Kyoto, au Japon.

## Toponymie
Le toponyme « Kyōtamba » résulte de la réunion d'une partie du nom de la préfecture et du nom d'une ancienne province japonaise, la province de Tamba.

## Géographie

### Démographie
Au 1er décembre 2014, la population de Kyōtamba s'élevait à 15 579 habitants répartis sur une superficie de 303,07 km2.

## Histoire
Le bourg de Kyōtamba a été fondé en octobre 2005 en regroupant trois bourgs du district de Funai, ceux de Tanba, Mizuho et Wachi.